# おっさんのパンツがなんだっていいじゃないか!
『おっさんのパンツがなんだっていいじゃないか！』は、練馬ジムによる漫画作品。『LINEマンガ』（LINE Digital Frontier）にて、2021年3月29日より連載中。略称は「おっパン」。
2024年1月6日より、東海テレビ制作のテレビドラマが放送された。

## あらすじ
会社員・沖田誠は、世間の常識と偏見で凝り固まった思考のせいで、「最近の若者」が理解出来ずにおり、職場でも家庭でも疎まれていた。そんなある日、大学生・五十嵐大地と出会うが、実は大地はゲイだった。だが、次第に彼の魅力に気付き、仲良くなる。そして、人としての成長を誓った誠は、自分の中の常識をアップデートすることを決意する。

## 書誌情報
4巻以降は電子のみでの発売。
- 練馬ジム 『おっさんのパンツがなんだっていいじゃないか！』 LINE Digital Frontier〈LINEコミックス〉、既刊6巻（2023年11月15日現在）
  1. 2021年12月15日発売[3]、ISBN 978-4-86697-234-3
  2. 2022年5月13日発売[4]、ISBN 978-4-86697-259-6
  3. 2022年9月15日発売[5]、ISBN 978-4-86697-275-6
  4. 2023年3月15日発売[6]
  5. 2023年7月14日発売[7]
  6. 2023年11月15日発売[8]

## テレビドラマ
2024年1月6日から3月16日まで、東海テレビ・フジテレビ系列の「土ドラ」枠で放送された。主演は原田泰造。
テレビドラマ化にあたり制作側からLGBTQ監修者を参加させるとの提案があり、原作者・練馬ジムのネーム担当者は「LGBTQに関するエピソードもありますが、自分たちが間違った認識をしていないか不安ではありました。当事者の方が不快な思いをされることは絶対に避けたかったので、LGBTQ監修を入れることをドラマ化の条件にしようとは考えていましたが、最初にドラマサイドからLGBTQ監修が入ると連絡をいただき、安心してお任せすることができましたね」と述べている。
2024年の「日本民間放送連盟賞」で番組部門（テレビドラマ）優秀賞を受賞した。
2025年6月28日、同枠でスペシャルドラマ『おっさんのパンツがなんだっていいじゃないか！SP』が放送された。

### キャスト

#### 主要人物
沖田誠（おきた まこと）〈51〉
演 - 原田泰造
美香の夫で萌と翔の父。事務機器リース会社「銀杏事務機器リース」の営業戦略室長。デリカシーのない言動のせいで家族や愛犬さらには会社でまで嫌われてしまう。引きこもっている息子・翔を理解するため、大地と友だちになる。
五十嵐大地（いがらし だいち）〈21〉
演 - 中島颯太（FANTASTICS）
大学生。葦布大学・獣医学部3年生。ゲイで円と付き合っている。

#### 沖田家
沖田翔（おきた かける）〈17〉
演 - 城桧吏（幼少期：吉田海怜）
誠と美香の息子で萌の弟。高校2年生だが、3カ月前から不登校で部屋に引きこもっている。野球部に所属。可愛いものとメイクが好き。
メイクの専門学校に行くため、不登校を克服した（SP）。
沖田萌（おきた もえ）〈20〉
演 - 大原梓（幼少期：板垣樹）
誠と美香の娘であり翔の姉で大学生。腐女子。大胸筋デカパイン名義で二次創作の同人活動をしており、ファンからは「パイン先生」と呼ばれている。
沖田美香（おきた みか）〈51〉
演 - 富田靖子
誠の妻で萌と翔の母。主婦。男性アイドルグループ「RANDOM」のソジュンにハマり「推し活」に勤しんでいる。弁当屋「QUQU弁当」でパートをしている。
「QUQU弁当」のパートから本部勤務の正社員になっている（SP）。
カルロス
演 - こまち、声 - 中村悠一（SP）
沖田家の飼い犬のコーギー。家族には懐いているが、誠には懐いておらず、言うことを聞かない。

#### 大地の関係者
砂川円（すながわ まどか）〈24〉
演 - 東啓介
葦布大学・獣医学部6年生。大地の先輩で恋人。熊本出身。親との約束で、卒業後は地元に戻らなければいけない。実家は牧場。
五十嵐美穂子（いがらし みほこ）〈51〉
演 - 松下由樹（第3話 - ）
大地の母でシングルマザー。カルロスがお世話になっている「いがらし動物病院」の獣医。大地をよく理解し、見守っている。

#### 銀杏事務機器リース
古池正則（ふるいけ まさのり）
演 - 渡辺哲（第5話 - ）
関西支社でパワハラが問題になり、誠の部署に異動になった先輩社員。何度も社長賞をもらっている伝説の営業マン。昭和のやり方を貫いており、誠も手を焼いている。実は、時代が変わって自分が会社のお荷物になっていることに気づいている。
原西匠（はらにし たくみ）〈31〉
演 - 井上拓哉
誠の部下。ワイシャツの下にブラジャーをつけている。ブラを「B介（ビースケ）」と誠に命名される。
志村幸枝（しむら ゆきえ）〈27〉
演 - 芦原優愛
誠の部下。ファイナンシャル・プランナー資格を取得しており、今は中小企業診断士の勉強をしている。
夏野（なつの）
演 - 堀丞
誠の部下。
飯田（いいだ）
演 - 櫻井圭佑
誠の部下。
三宅（みやけ）
演 - 伊藤ありす
誠の部下。
山本
演 - ゆうたろう

#### 翔の関係者
長谷川（はせがわ）
演 - 坂上翔麻
翔の友達。同じ野球部に所属。ニキビができやすく、翔に相談にのってもらう。
相沢香梨奈（あいざわ かりな）
演 - 並木彩華
メイク女子。本格的にメイクを勉強しており、学校の友だちにもメイク法を教えている。ちゃんと学んだ知識を教えている自負があり、教えた時は必ず試供品などのお礼を貰っている。
西郷静（さいごう しずか）
演 - 椿奈央
ギャル3人衆の一人。新色アイシャドウが似合わなくて困っていると翔にこぼす。好きな人ができ、彼に気に入られるためギャルメイクをやめ、清楚系にイメチェンする。（第10話）
小松スミレ（こまつ スミレ）
演 - 松本恵莉紗
ギャル3人衆の一人。新しいリップが欲しいが色味が難しいと翔に相談する。
大久保みよ子（おおくぼ みよこ）
演 - 三本采香
ギャル3人衆の一人。最近、彼氏ができた。
星崎
演 - 友永杏慈
野球部員。翔はいい脚を持っていて野球をやめるのはもったいないと思っている。
宮野
演 - 河田知也
野球部員。みよ子のことが好きだったが彼氏がいることを知って落胆する。
佐山
演 - 江崎佳祐
野球部員。翔が女に興味がないなら譲ってほしい、と発言して翔を怒らせる。

#### RANDOM
カリスマプロデューサーTが手掛けるオーディション番組『BORN TO B STAR』から誕生した人気急上昇中の5人組多国籍アイドルグループ。「RANDOM」というグループ名は“予測不可能な才能が魅力”というところからプロデューサーTにより名付けられた。
ソジュン
演 - キム・ジョンヨプ
韓国出身。美香の推しメン。オーディション番組で一度はメンバー候補から外れるものの、不死鳥のように復活し今ではRANDOMのセンターを務める。
ふうと
演 - 明石陸
日本出身。RANDOMの一番人気のメンバー。歌唱力に定評があり、早くからメンバー入りが決まっていた。美穂子の推しメン。
かなた
演 - 倉由竜宇
日本出身。ダンスの力量はメンバー1。ふうとと同じく、早くからメンバー入りが決まっていた。
エミール
演 - Eliot YMH
フランス出身。パフォーマー。フリースタイルのダンスが得意。
ヘンリー
演 - RYUO
中国出身。パフォーマー。メンバーの中では弟的存在。

#### ゲスト

##### 第1話
久保
演 - 長島慎治
ニワノ出版の社員。銀杏事務機器リースにクレームをつけに来社する。

##### 第2話
林檎さん / 加藤倫子（かとう りんこ）
演 - 工藤綾乃（第4話・最終話）
萌の友人。オタク仲間。萌の作品が大好き。萌をパインさんと呼んでいる。
セーラー服のおじさん
演 - 森本のぶ
コミックカーニバル、略して「コミカ」参加者。普段は会計士をしている。テキパキと仕事を割り振りする”できる”男。
コスプレイヤー
演 - GUSSAN、ツバサ、右京、ちひろ

##### 第3話
前田さん（まえだ - ）
演 - 池津祥子（第5話・第6話・最終話）
「QUQU弁当」で働く美香の同僚。フラメンコを習っている。
こだわりが強そうな店主・和泉
演 - 山下裕子
大地らがプレゼントを買いに入った雑貨店の店主。
シロ
演 - タロウ
大地が散歩していた白いテリア。誠に抱っこされておしっこしてしまう。

##### 第6話
Miyako Awaji
演 - 稲沢朋子（第7話）
翔が参加するメイクセミナーの講師。ハリウッドで活躍するメイクアップアーティスト。MAY美容専門学校出身。

##### 第7話
教師
演 - 牧村泉三郎
葦布大学の円の担当教員。円の進路を心配する。

##### 第8話
鍋岡
演 - 佐野史郎
福芝テック専務。複合機・Cシリーズの開発者。古池とはかつて飲み友達で、「鍋ちゃん」「ぴょんちゃん」と呼び合う仲。
秘書
演 - 内藤聖羽
鍋岡の秘書。Cシリーズの不具合に熱くなる鍋岡を見て「上司が仕事熱心だと部下は苦労しますね」と誠に囁く。

##### 第9話
プロデューサーT
演 - 大朏岳優（第6話）
アイドルグループ「RANDOM」のプロデューサー。
室田三津絵
演 - 千賀由紀子
美穂子の友人。「RANDOM」のファンでかなた推し。美穂子と一緒にコンサートを見に行く。終演後、美香らと3人でファミレスで盛り上がる。
堀内真一郎
演 - 相島一之（第10話・最終話）
大地の父で美穂子の元夫。「HORIUCHI MANAGEMENT OFFICE」代表、経営コンサルタント。自分の価値観でしか物事を考えられず、大地が同性愛者であることを受け入れられない。

##### 第10話
カラオケ店店員
演 - 桜田螢（最終話）
静の片想いの相手。清楚系メイクの静にアプローチされ、バーベキューに誘う。
患畜
演 - ガウナ、チャーリー
「いがらし動物病院」の患畜。

##### 最終話
住職
演 - 千田明寛（最明寺）
仏前結婚式を執り行う住職。

##### SP
高野徹
演 - 徳重聡
息子の不登校に悩んでいる。
高野舞
演 - 雛形あきこ
徹の妻。最近、事業を始めた。
ミルク
演 - ニーナ
高野家のポメラニアン。カルロスの友だち。
高野なつき
演 - 永瀬矢紘
徹と舞の息子。小学校を休みがち。
佐藤周大
演 - 曽田陵介
ペット用品店「エルモッサ」店長。

### スタッフ
- 原作 - 練馬ジム『おっさんのパンツがなんだっていいじゃないか!』（LINEマンガ）[1]
- 企画 - 市野直親（東海テレビ）[1]
- 脚本 - 藤井清美[1]
- 演出 - 二宮崇、室井岳人、加治屋彰人[1]
- 音楽 - 鈴木ヤスヨシ[1]
- 主題歌 - 4-CaraT「Dancing Dreamer」（RISING RECORDS）[16]
- オープニング - FANTASTICS from EXILE TRIBE「アプデライフ」（rhythm zone）[42]
- エンディング（SP） - ウルフルズ「おっさんのダンスが変だっていいじゃないか!」（Getting Better / Victor Entertainment）
- LGBT監修 - 森永貴彦[43]
- 劇中作画協力 - ノビタ、鈴木愛美
- イラスト原稿協力 - 丘邑やち代、翡翠こはく
- プロデューサー - 松本圭右（東海テレビ）、古林都子（The icon）、渋谷未来（The icon）[1]
  - プロデューサー（SP） - 松本圭右（東海テレビ）[12]、古林都子（The icon）[12]、寺田哲章（ギャガ）[12]、津久井薫（ギャガ）[12]、黒木健二郎（ギャガ）[12]、髙橋りさ（ギャガ）[12]、深澤知（ヒューマックスエンタテインメント）[12]
- 制作 - 東海テレビ、The icon[1]

### 放送日程
| 話数   | 放送日         | サブタイトル                                                         | サブタイトル                               | 演出       |
| 話数   | 放送日         | 地上波                                                               | 配信                                       | 演出       |
| ------ | -------------- | -------------------------------------------------------------------- | ------------------------------------------ | ---------- |
| 第1話  | 2024年 1月06日 | おっさんはつらいよ 愛と情熱のヒューマンコメディ!                     | お茶は女性が淹れてくれた方がおいしいだろう | 二宮崇     |
| 第2話  | 1月13日        | 腐女子って何!? 愛と情熱の世界におっさんレベルUP                      | 愛と情熱の「腐女子の世界」を理解せよ!      | 二宮崇     |
| 第3話  | 1月20日        | 息子を理解せよ!! イケメンから学ぶ子供を大事にする方法!               | パンツって何                               | 室井岳人   |
| 第4話  | 1月27日        | 不登校の理由は何?父と息子のブルース!! ギャルの精神が世界を救う!?     | 父と息子                                   | 室井岳人   |
| 第5話  | 2月03日        | 妻と娘の○×判定!アプデ成功&大失敗!? 渡る世間はおっさんに厳しい!!      | 大失敗!!                                   | 二宮崇     |
| 第6話  | 2月10日        | 主婦だってつらい! おっさん妻の偉大さを知る!?                         | チキンって何                               | 二宮崇     |
| 第7話  | 2月18日        | 管理職はつらいよ!?モーレツおじさん登場で大波乱! 昭和の敵は昭和なの!? | コンプラって何                             | 加治屋彰人 |
| 第8話  | 2月24日        | 秋祭り決戦編!絆を守れ! 花火とタコ焼きと煉獄の古池さん!?              | 昭和って何?                                | 二宮崇     |
| 第9話  | 3月02日        | 推し活!NO恋愛!女たちのイマの生き方 逆転のプロポーズ!                 | プロポーズ!                                | 加治屋彰人 |
| 第10話 | 3月09日        | 別れた夫は理屈モンスター!? 父親VS父親!最後の戦いが始まる             | 父親って何?                                | 室井岳人   |
| 最終話 | 3月16日        | 不適切でも家族ラブ 昭和オヤジ最終決戦!?第三のおっさんドラマ遂に完結! | 雨のち晴れ                                 | 二宮崇     |
| SP     | 2025年 6月28日 | -                                                                    | おっさん、愛犬とバディになる!              | 二宮崇     |

- 第7話は『土曜プレミアム特別編集版 鬼滅の刃 遊郭潜入編 遊郭編二週連続放送』（21時 - 23時30分）の放送に伴い20分繰り下げられ、翌0時 - 0時55分の放送。
- 最終話は『恋愛戦略会議』（23時10分 - 23時50分）の放送に伴い10分繰り下げられ、23時50分 - 翌0時45分の放送。

### 受賞歴
- 2024年日本民間放送連盟賞 番組部門（テレビドラマ）優秀賞[10][11]

| 東海テレビ制作・フジテレビ系 土ドラ             | 東海テレビ制作・フジテレビ系 土ドラ                                    | 東海テレビ制作・フジテレビ系 土ドラ        |
| 前番組                                          | 番組名                                                                 | 次番組                                     |
| ----------------------------------------------- | ---------------------------------------------------------------------- | ------------------------------------------ |
| あたりのキッチン! （2023年10月14日 - 12月23日） | おっさんのパンツがなんだっていいじゃないか! （2024年1月6日 - 3月16日） | おいハンサム!!2 （2024年4月6日 - 5月25日） |

## 実写映画
『映画 おっさんのパンツがなんだっていいじゃないか!』のタイトルで2025年7月4日に公開された。

### キャスト（実写映画）
沖田誠
演 - 原田泰造
五十嵐大地
演 - 中島颯太（FANTASTICS）
沖田翔
演 - 城桧吏
沖田萌
演 - 大原梓
砂川円
演 - 東啓介
古池正則
演 - 渡辺哲
佐藤周大
演 - 曽田陵介
ペット用品店「エルモッサ」の店長。
原西匠
演 - 井上拓哉
志村幸枝
演 - 芦原優愛
夏野
演 - 堀丞
山本
演 - ゆうたろう
林檎さん / 加藤倫子
演 - 工藤綾乃
嶋野はる
演 - 池田朱那
翔と同じ咲常高校に通う1年生。野球部への入部を希望している。
堀田
演 - 山崎紘菜
美香が勤めるQUQU弁当で働く店員。
野球部の顧問
演 - 赤ペン瀧川
同人誌イベントの売り場の主
演 - 鳥居みゆき
高野徹
演 - 徳重聡
高野舞
演 - 雛形あきこ
鎌田陽一
演 - トータス松本
萌に影響を与える伝説の編集者。
五十嵐美穂子
演 - 松下由樹
沖田美香
演 - 富田靖子

### スタッフ（実写映画）
- 原作 - 練馬ジム『おっさんのパンツがなんだっていいじゃないか!』（『LINEマンガ』連載）[46]
- 監督 - 二宮崇[46]
- 脚本 - 藤井清美[46]
- 音楽 - 鈴木ヤスヨシ[46]
- 主題歌 - ウルフルズ「青春」（Getting Better / Victor Entertainment）[47]
- オープニング - FANTASTICS「アプデライフ」（rhythm zone）
- 挿入歌 - ウルフルズ「おっさんのダンスが変だっていいじゃないか!」（Getting Better / Victor Entertainment）[47]
- 製作 - 依田巽、牟田口新一郎、小島浩資、渡辺ミキ、高石明彦、舛田淳[48][49]
- 企画 - 市野直親[48][49]
- エグゼクティブプロデューサー - 寺田哲章[48][49]
- チーフプロデューサー - 松本圭右、渋谷未来[48][49]
- プロデューサー - 津久井薫、黒木健二郎、高橋りさ、古林都子、深澤知[48][49]
- 撮影 - 中島敬[48][49]
- 照明 - 吉田真矢[48][49]
- DIT - 中塚政明[48][49]
- 録音 / 整音 - 岸川達也[48][49]
- 美術装飾 - 津留啓亮[48][49]
- 装飾 - 森浦彩賀[48][49]
- 持道具 - 松浦由稀[48][49]
- 衣装 - 尾花幸恵[48][49]
- メイク - 荒川瑠美[48][49]
- 編集 - 磯貝篤[48][49]
- オンライン編集 - 石井康裕[48][49]
- 選曲 - 泉清二[48][49]
- 音響効果 - 田中柊子[48][49]
- 助監督 - 水取拓也[48][49]
- スケジュール - 萩原孝昭[48][49]
- 制作担当 - 大和田晃、中谷康紀[48][49]
- 制作 - 東海テレビ放送、The icon[46]
- 制作協力 - ヒューマックスエンタテインメント[46]
- 製作幹事・配給 - ギャガ[46]
- 製作 - 映画「おっさんのパンツがなんだっていいじゃないか!」製作委員会[46]